# Дорифора
Дорифора (лат. Doryphora) — олиготипный род цветковых растений, входит в семейство Атероспермовые (Atherospermataceae). В ряде источников этот род включают в семейство Монимиевые (Monimiaceae).
Представители рода произрастают в Квинсленде и Новом Южном Уэльсе.

## Таксономия
На 2023 год, род включает 2 вида:
- Doryphora aromatica (F.M.Bailey) L.S.Sm.
- Doryphora sassafras Endl. — Дорифора сассафрас

Также имеется еще один вид, находящийся в статусе подтверждения: 
- Doryphora austrocaledonica Seem.